# ویژون
ویژون (به فرانسوی: Vijon) یک کمون در فرانسه است که در اندر واقع شده‌است. ویژون ۲۱٫۲۶ کیلومتر مربع مساحت و ۳۰۸ نفر جمعیت دارد و ۴۵۴ متر بالاتر از سطح دریا واقع شده‌است.